# Кубок Грузії з футболу 2011—2012
Кубок Грузії з футболу 2011–2012 — (також відомий як Кубок Давида Кіпіані) 22-й розіграш кубкового футбольного турніру у Грузії. Титул вперше здобула Діла.

## Календар
| Раунд        | Дата                         | Матчі | Клуби   |
| ------------ | ---------------------------- | ----- | ------- |
| Перший раунд | 17 серпня/13-14 вересня 2011 | 24    | 28 → 16 |
| 1/8 фіналу   | 28 вересня/2 листопада 2011  | 16    | 16 → 8  |
| 1/4 фіналу   | 24 листопада/7 грудня 2011   | 8     | 8 → 4   |
| 1/2 фіналу   | 10/18 квітня 2012            | 4     | 4 → 2   |
| Фінал        | 26 травня 2012               | 1     | 2 → 1   |

## Перший раунд
| Команда 1                 | Заг.         | Команда 2               | 1-й матч | 2-й матч |
| ------------------------- | ------------ | ----------------------- | -------- | -------- |
| 17 серпня/13 вересня 2011 |              |                         |          |          |
| Сіоні                     | 2:2 пен. 5:4 | Норчі Динамо (2)        | 1:1      | 1:1 дч   |
| Аеті (2)                  | 0:5          | Діла                    | 0:2      | 0:3      |
| Чихура (2)                | 7:2          | Локомотив (Тбілісі) (2) | 5:0      | 2:2      |
| Колхеті (Хобі) (2)        | 2:2 (ч)      | Колхеті-1913            | 2:1      | 0:1      |
| Мерані                    | 1:0          | Шкурі (2)               | 0:0      | 1:0      |
| Торпедо (Кутаїсі)         | 8:1          | Мецхеті (2)             | 2:0      | 6:1      |
| 17 серпня/14 вересня 2011 |              |                         |          |          |
| Спартак-Цхінвалі          | 6:2          | Зооветі (2)             | 4:0      | 2:2      |
| ВІТ Джорджія              | 8:1          | СТУ (Тбілісі) (2)       | 2:1      | 6:0      |
| Самтредія (2)             | 1:4          | Сулорі (2)              | 1:1      | 0:3      |
| Динамо (Батумі) (2)       | 7:0          | Мерцхалі (2)            | 3:0      | 4:0      |
| Байя (Зугдіді)            | 3:2          | Чхерімела (2)           | 0:1      | 3:1      |
| Гурія (2)                 | 1:2          | Чиатура (2)             | 0:0      | 1:2      |

## 1/8 фіналу
| Команда 1                   | Заг.    | Команда 2          | 1-й матч | 2-й матч |
| --------------------------- | ------- | ------------------ | -------- | -------- |
| 28 вересня/2 листопада 2011 |         |                    |          |          |
| Динамо (Батумі) (2)         | 1:3     | Торпедо (Кутаїсі)  | 0:2      | 1:1      |
| Чиатура (2)                 | 2:5     | ВІТ Джорджія       | 2:3      | 0:2      |
| Динамо (Тбілісі)            | 2:2 (ч) | Діла               | 2:2      | 0:0      |
| Байя (Зугдіді)              | 5:1     | Сіоні              | 3:0      | 2:1      |
| Чихура (2)                  | 1:3     | Металург (Руставі) | 1:1      | 0:2      |
| Мерані                      | 3:1     | Спартак-Цхінвалі   | 2:0      | 1:1      |
| Сулорі (2)                  | 1:6     | Гагра              | 1:2      | 0:4      |
| Зестафоні                   | 2:1     | Колхеті-1913       | 2:1      | 0:0      |

## 1/4 фіналу
| Команда 1                  | Заг. | Команда 2    | 1-й матч | 2-й матч |
| -------------------------- | ---- | ------------ | -------- | -------- |
| 24 листопада/7 грудня 2011 |      |              |          |          |
| Гагра                      | 4:2  | Мерані       | 4:0      | 0:2      |
| Металург (Руставі)         | 3:1  | ВІТ Джорджія | 1:0      | 2:1      |
| Байя (Зугдіді)             | 4:7  | Діла         | 2:2      | 2:5      |
| Торпедо (Кутаїсі)          | 2:3  | Зестафоні    | 1:1      | 1:2      |

## 1/2 фіналу
| Команда 1         | Заг.    | Команда 2          | 1-й матч | 2-й матч |
| ----------------- | ------- | ------------------ | -------- | -------- |
| 10/18 квітня 2012 |         |                    |          |          |
| Зестафоні         | 2:1     | Металург (Руставі) | 1:1      | 1:0      |
| Гагра             | 2:2 (ч) | Діла               | 1:2      | 1:0      |

## Фінал
| 26 травня 2012 18:00 (UTC+4) |

| Діла                                                       | 4:1      | Зестафоні    |
| ---------------------------------------------------------- | -------- | ------------ |
| Ходжава 31' (пен.) Вацадзе 49' Ілурідзе 64' Інцкірвелі 74' | Протокол | Апціаурі 14' |

| Стадіон імені Михайла Месхі, Тбілісі Глядачів: 10 000 Арбітр: Леван Кварацхелія |